# Callophrys fotis
Callophrys fotis är en fjärilsart som beskrevs av John Kern Strecker 1877. Callophrys fotis ingår i släktet Callophrys och familjen juvelvingar. Inga underarter finns listade i Catalogue of Life.